# لاینه تارویس
لاینه تارویس (استونیایی: Laine Tarvis؛ زادهٔ ۲۶ سپتامبر ۱۹۳۷) سیاستمدار و نماینده سابق مجلس اهل استونی است.